# Gepäckbahnsteig

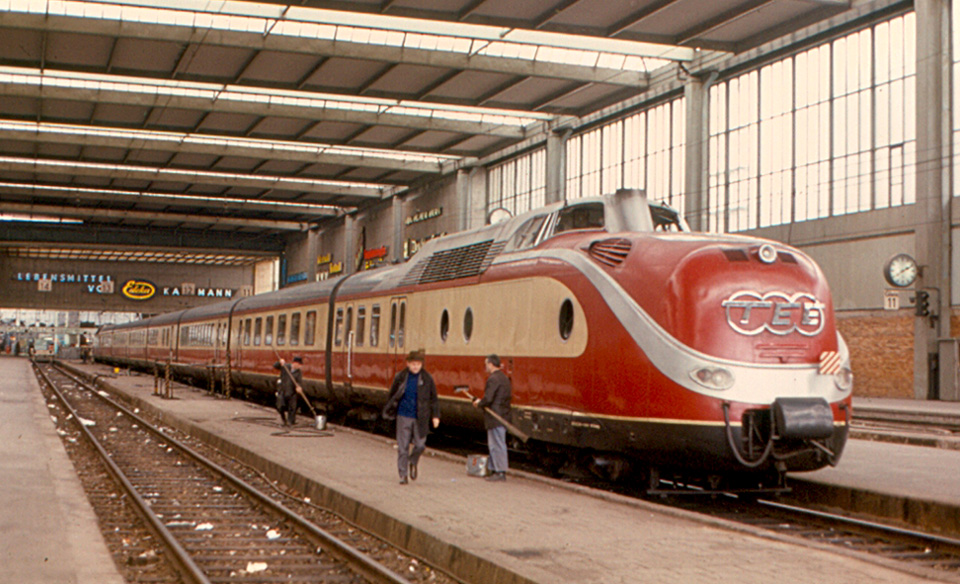
Außenreinigung vom Gepäckbahnsteig aus in München Hauptbahnhof (1970)

Ein Gepäckbahnsteig ist ein Dienstbahnsteig, von dem Gepäck, Bahnpost und Expressgut in Züge verladen wurde.
Um Behinderungen zwischen dem Personenverkehr und dem Gepäckverkehr auf Personenbahnsteigen zu vermeiden, wurden auf größeren Bahnhöfen, vor allem Kopfbahnhöfen, zwischen den Bahnsteiggleisen zusätzliche Gepäckbahnsteige angelegt. Die Mindestbreite für zweispurigen Karrenverkehr betrug 4,55 Meter, die Bahnsteigkantenhöhe meist 30 Zentimeter. Der Zugang erfolgt über den Querbahnsteig, Aufzüge oder Rampen. 
Ein Publikumsverkehr ist auf Gepäckbahnsteigen nicht vorgesehen. Heute werden diese Bahnsteige vor allem zum Be- und Entladen der Zugrestaurants und zur Entsorgung von Müll aus Zügen verwendet. In verschiedenen Bahnhöfen wie dem Frankfurter Hauptbahnhof wurden nach Einstellung des Gepäck- und Bahnpostverkehrs 1997 teilweise Gepäckbahnsteige zurückgebaut und der Platz zur Verbreiterung von Personenbahnsteigen verwendet.